# Baling-Brücke
Die Baling-Brücke (chinesisch 灞陵桥, Pinyin Bàlíng qiáo, englisch Baling Bridge), auch Wo-Brücke (卧桥,  Wò qiáo) genannt, ist eine hölzerne, überdachte Bogenbrücke über den Fluss Qingyuan He 清源河 im Kreis Weiyuan von Dingxi in der nordwestchinesischen Provinz Gansu. Sie wurde zuerst in der Hongwu-Ära der Ming-Dynastie erbaut und später durch eine Flut zerstört. Der heutigen Brücke aus dem Jahr 1919 diente die Wo-Brücke von Lanzhou als Vorbild.
Die Baling-Brücke steht seit 2006 auf der Liste der Denkmäler der Volksrepublik China (6-1072).